# Conus richardbinghami
Conus richardbinghami é uma espécie de gastrópode do gênero Conus, pertencente à família Conidae.